# برادي براون
برادي براون هو لاعب كرة القدم الكندية كندي، ولد في 24 أبريل 1983 في برنابي في كندا.